# Morgan LMP2
Der Morgan LMP2 ist ein Rennwagen, gebaut und designed von OnRoak Automotive. 

## Entwicklung
2012 kam OAK Racing mit einem überarbeiteten Pescarolo 01 zurück in die LMP1-Klasse. In der LMP2-Klasse setzte OAK Racing auf den in eigener Regie gebauten Morgan LMP2 von der Schwesterfirma OnRoak Automotive aus Frankreich. Der Morgan LMP2 konnte bei den 12 Stunden von Sebring 2012 den 2. Platz in der LMP2-Klasse erreichen.
Für den Morgan LMP2 werden 3 Motoren jeweils von Nissan, HPD und Judd angeboten. Für die 24 Stunden von Le Mans wurde ähnlich wie beim Nachfolger Ligier JS P2 eine Karosserie Variante mit wenig Abtrieb angeboten. 
Bei den 24 Stunden von Le Mans 2013 präsentierte OAK Racing ein Morgan LMP2-Art Car, die ganze Karosserie bestand aus echten Straßenschildern. Eine Kopie des Autos, mit einer Folie mit dem Muster von OAK Racing wurde 2013 auch an den Start gebracht.

## Motoren
| Hersteller          | Judd                | Nissan       | Honda                 |
| ------------------- | ------------------- | ------------ | --------------------- |
| Modell              | HK                  | VK45         | HPD HR28TT            |
| Zylinder            | V8                  | V8           | V6 (60°) / Twin Turbo |
| Luftmengenbegrenzer | 42,4 mm             | 39 mm        | 30 mm                 |
| Hubraum             | 3597 cm³            | 4494 cm³     | 2800 cm³              |
| Gewicht             | 140 kg              | 144 kg       | 170 kg                |
| Max. Motorleistung  | 355 kW bei 9000/min | 335 kW       | 335 kW bei 6800/min   |
| Drehmoment          | 406 Nm bei 7000/min | 570 Nm       | 550 Nm bei 4000/min   |
| Motor Management    | EFI                 | Zytek/Gibson | HPD                   |

## Teams
FIA World Endurance Championship:
- OAK Racing
- KCMG
- G-Drive Racing
- Team SARD Morand

European Le Mans Series:
- New Blood by Morand Racing
- Morand Racing
- Larbre Competition
- OAK Racing
- Pegasus Racing
- SRT41 BY OAK Racing (Innovative Car)

United Sportscar Championship:
- OAK Racing

American Le Mans Series:
- Conquest Endurance

Asian Le Mans Series:
- KCMG
- OAK Racing
- OAK Racing Team Total

Garage 56 bei den 24 Stunden von Le Mans
- SRT41 BY OAK Racing

## Galerie

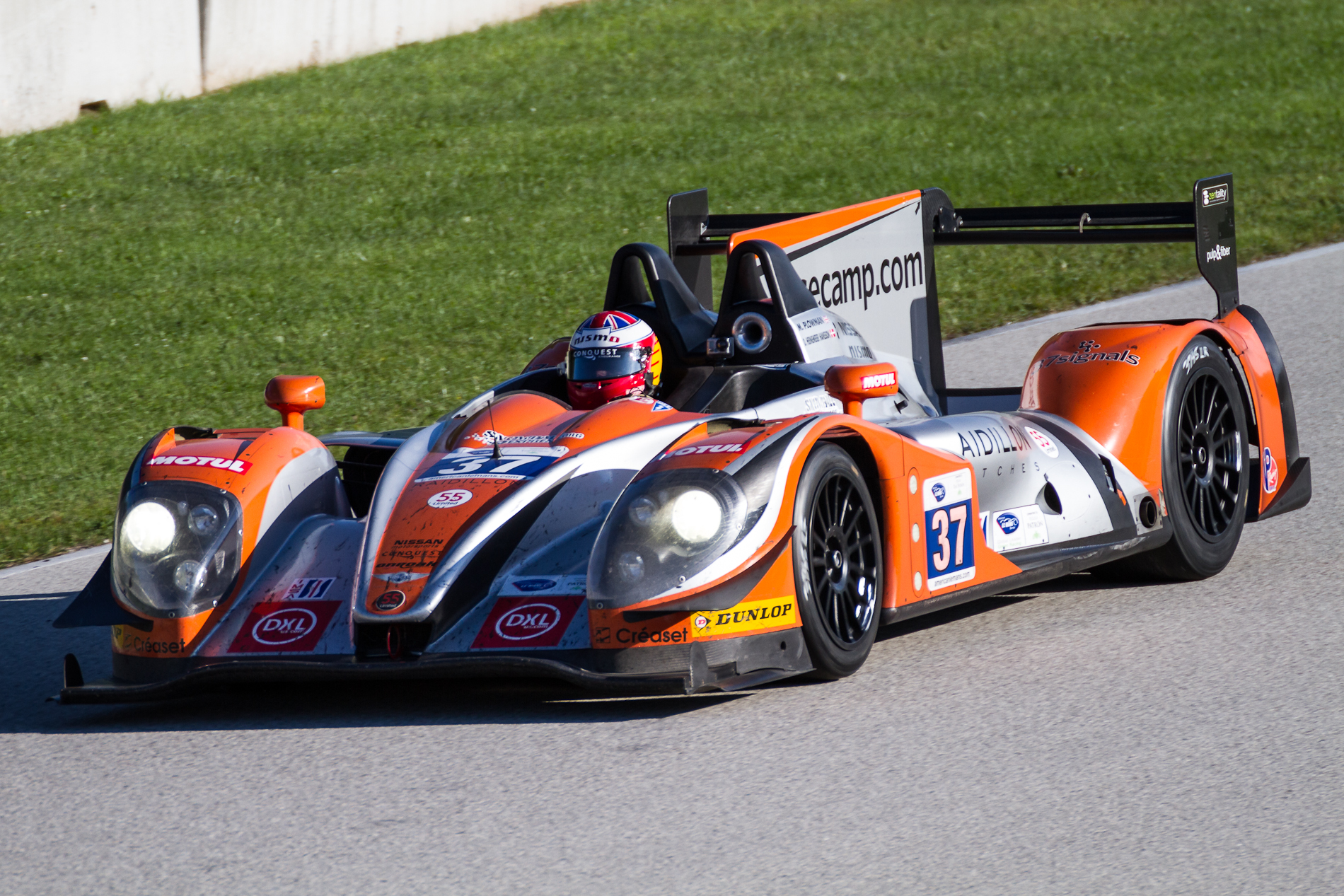
Conquest Endurance
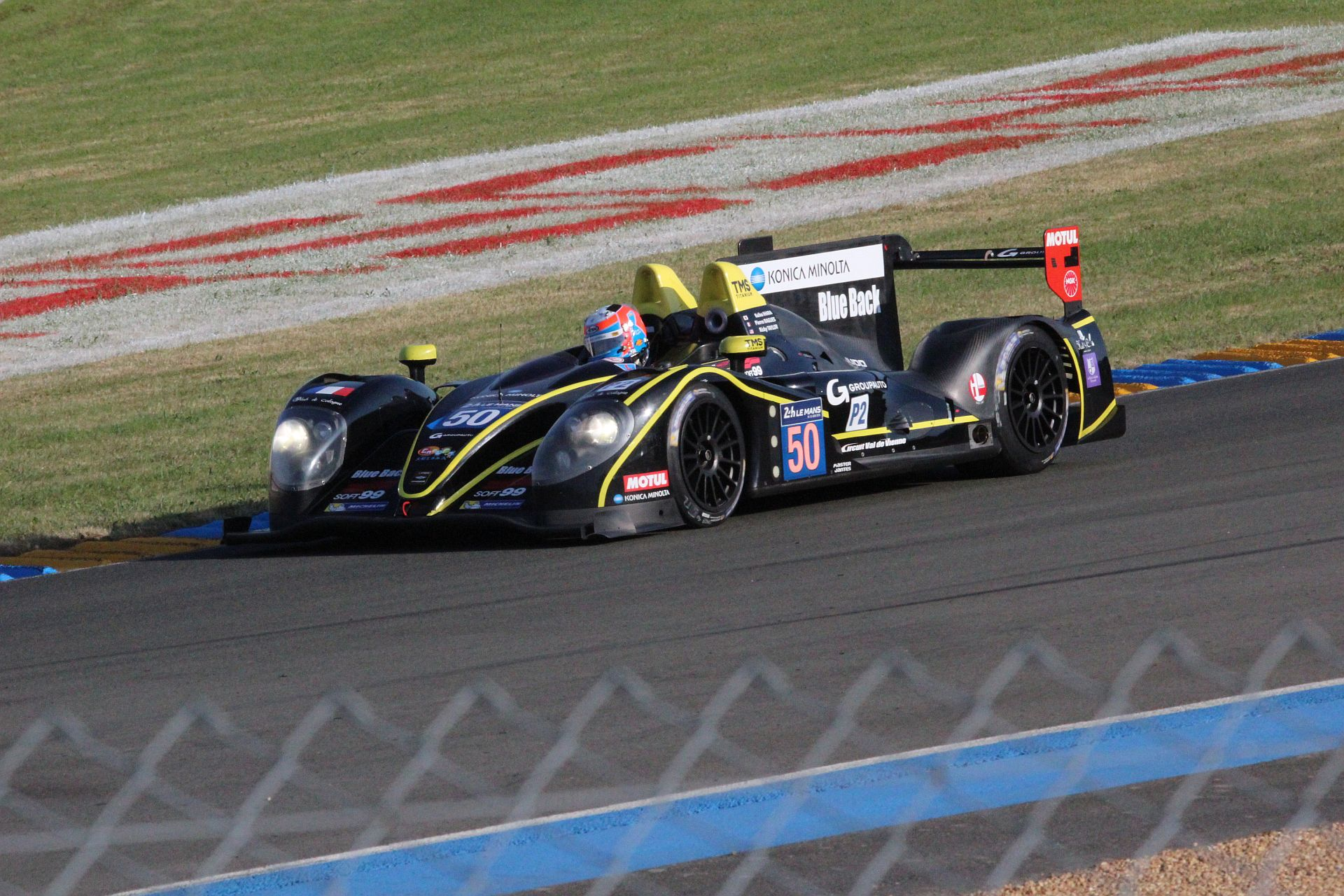
Larbre Competition
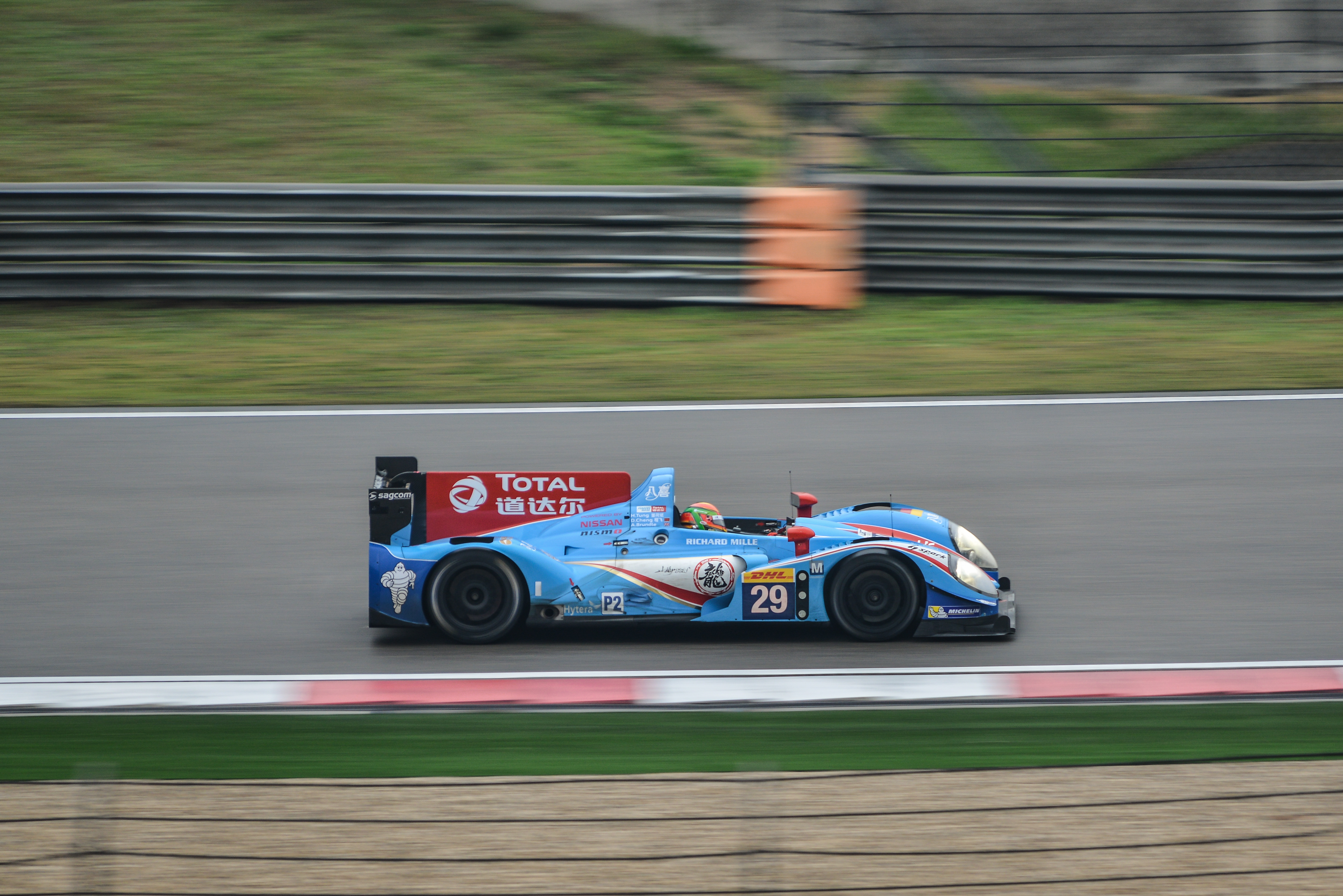
Pegasus Racing
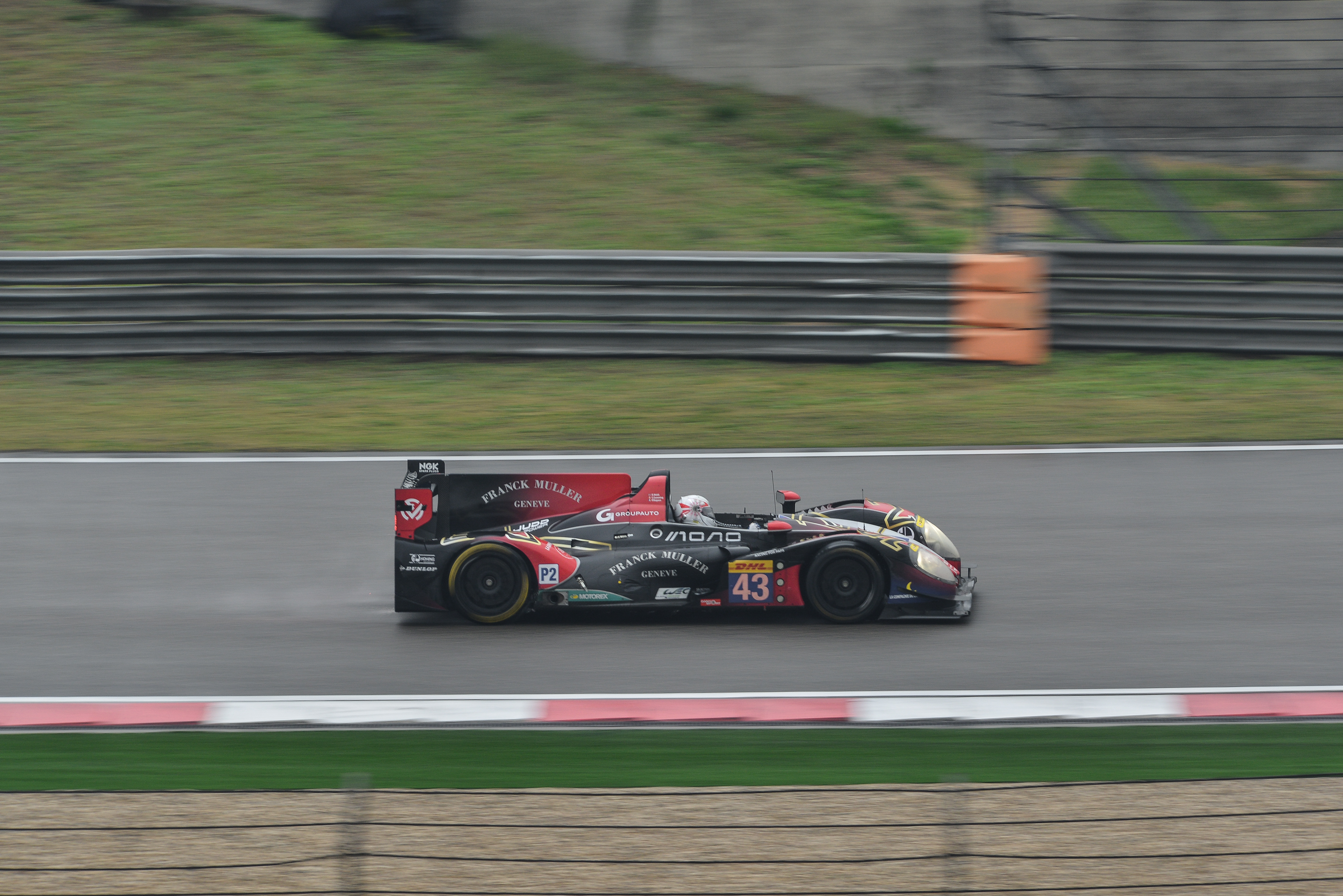
Team SARD Morand
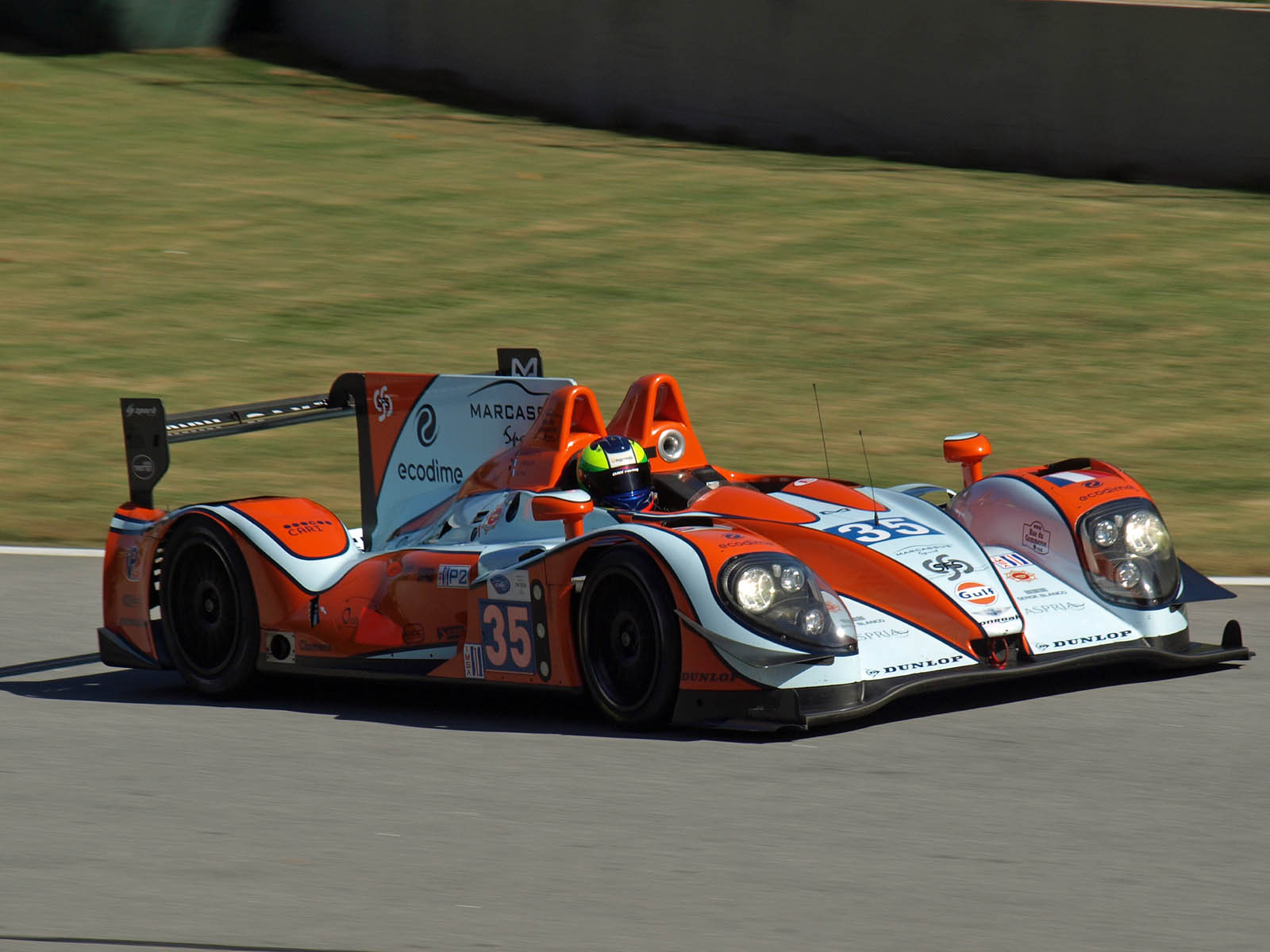
OAK Racing